# Corneillebrug
De Corneillebrug (Brug B319) is een bouwkundig kunstwerk in Diemen.
De brug is gelegen over een gracht in/van de wijk Holland Park. Deze wijk werd door Sjoerd Soeters ingericht conform de structuur van wijken in Amsterdam en Kopenhagen. Dit had onder meer tot gevolg dat er allerlei kanalen en grachten werden aangelegd. 
De brug maakt onderdeel uit van een serie bruggen voor deze wijk. De meeste daarvan hebben daarom een standaard ontwerp. Het composieten dek is gemonteerd op een enigszins gebogen stalen frame. Het stalen frame draagt ook de stalen balusters en balustrades. De brug werd afgewerkt middels houten leuningen. De brug is ontworpen door Karres en Brands (Landschapsarchitecten) in samenwerking met ingenieursbureau ABT (techniek) en Janno Hahn (belettering).
De infrastructuur van de wijk is vernoemd naar Nederlandse kunstenaars. Zo ligt de Corneillebrug, vernoemd naar kunstenaar Corneille in de kade langs de Charley Tooropgracht, vernoemd naar kunstschilder Charley Toorop en over de Gerrit Rietveldsingel, vernoemd naar kunstenaar Gerrit Rietveld. 

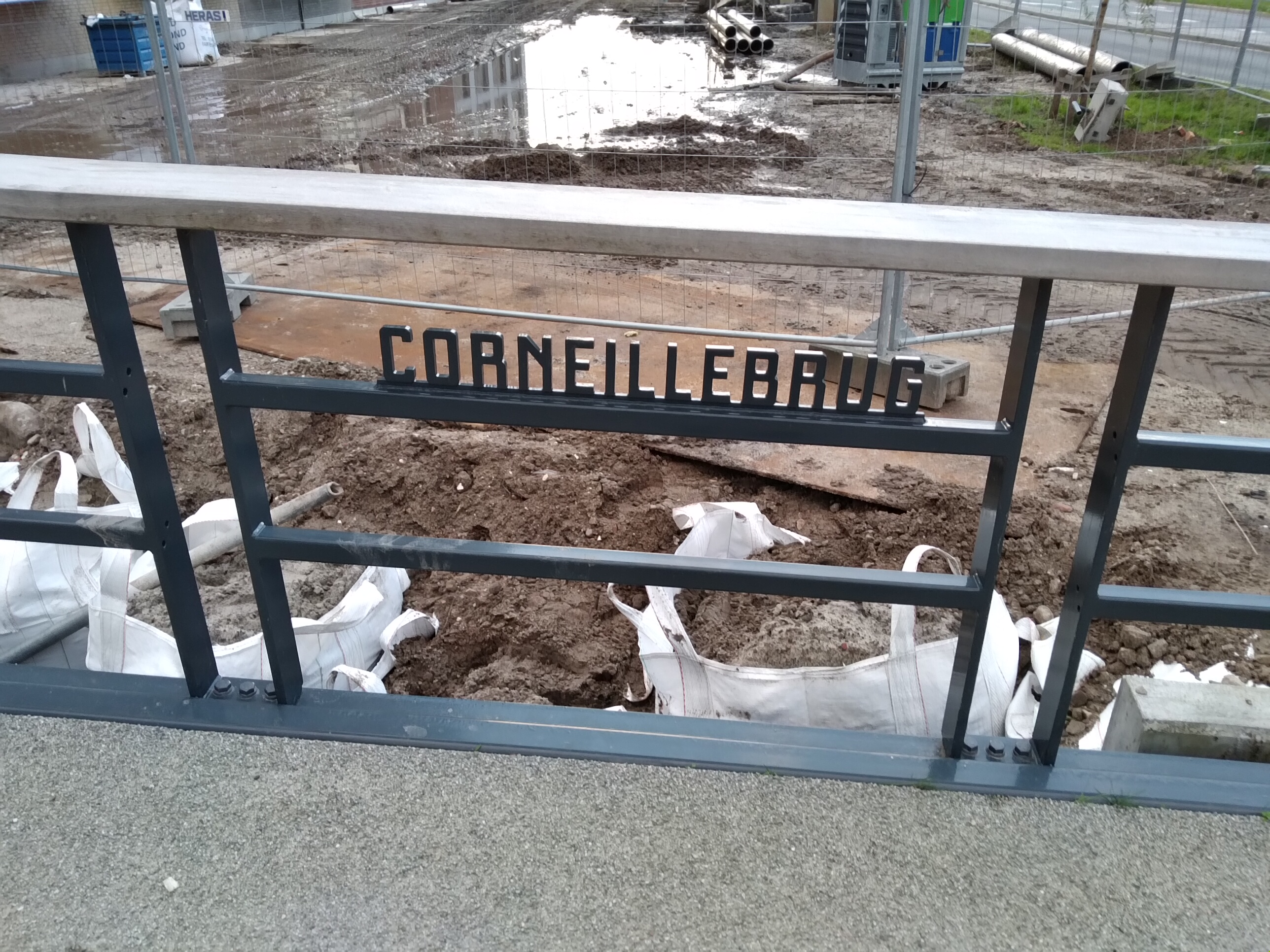
Naamplaat (november 2021)